# Ghána az 1972. évi nyári olimpiai játékokon
Ghána az NSZK-beli Münchenben megrendezett 1972. évi nyári olimpiai játékok egyik részt vevő nemzete volt. Az országot az olimpián 3 sportágban 35 sportoló képviselte, akik összesen 1 érmet szereztek.

## Érmesek
| Érem  | Versenyző      | Sportág   | Versenyszám |
| ----- | -------------- | --------- | ----------- |
| Bronz | Prince Amartey | Ökölvívás | Középsúly   |

## Atlétika
Férfi
| Versenyző                                                    | Versenyszám     | Előfutam | Előfutam | Előfutam | Negyeddöntő | Negyeddöntő | Negyeddöntő | Elődöntő | Elődöntő | Elődöntő | Döntő   | Döntő    |
| Versenyző                                                    | Versenyszám     | Idő      | Hely.    | Össz.    | Idő         | Hely.       | Össz.       | Idő      | Hely.    | Össz.    | Idő     | Helyezés |
| ------------------------------------------------------------ | --------------- | -------- | -------- | -------- | ----------- | ----------- | ----------- | -------- | -------- | -------- | ------- | -------- |
| Sandy Osei-Agyemang                                          | 100 m           | 10,52    | 2.       | 22.*     | 10,66       | 5.          | 35.         | kiesett  | kiesett  | kiesett  | kiesett | kiesett  |
| George Daniels                                               | 100 m           | 10,65    | 4.       | 37.*     | kiesett     | kiesett     | kiesett     | kiesett  | kiesett  | kiesett  | kiesett | kiesett  |
| George Daniels                                               | 200 m           | 21,05    | 3.       | 17.      | 21,10       | 5.          | 27.*        | kiesett  | kiesett  | kiesett  | kiesett | kiesett  |
| James Addy                                                   | 200 m           | 21,06    | 3.       | 18.      | kizárták    | kizárták    | kizárták    | kiesett  | kiesett  | kiesett  | kiesett | kiesett  |
| Sam Bugri                                                    | 400 m           | 47,83    | 4.       | 46.      | 47,34       | 8.          | 36.         | kiesett  | kiesett  | kiesett  | kiesett | kiesett  |
| Billy Fordjour                                               | 1500 m          | 4:08,2   | 10.      | 64.      |             |             |             | kiesett  | kiesett  | kiesett  | kiesett | kiesett  |
| Robert Hackman                                               | 3000 m akadály  | 8:57,6   | 12.      | 44.      |             |             |             |          |          |          | kiesett | kiesett  |
| Ohene Karikari James Addy Sandy Osei-Agyemang George Daniels | 4 × 100 m váltó | 39,46    | 2.       | 9.       |             |             |             | 39,99    | 7.       | 15.      | kiesett | kiesett  |

| Versenyző     | Versenyszám | Selejtező | Selejtező | Döntő    | Döntő    |
| Versenyző     | Versenyszám | Eredmény  | Helyezés  | Eredmény | Helyezés |
| ------------- | ----------- | --------- | --------- | -------- | -------- |
| Mike Ahey     | Távolugrás  | 739 cm    | 29.       | kiesett  | kiesett  |
| Joshua Owusu  | Távolugrás  | 793 cm    | 7.*       | 801 cm   | 4.       |
| Johnson Amoah | Hármasugrás | 15,84 m   | 21.       | kiesett  | kiesett  |
| Moise Pomaney | Hármasugrás | 15,72 m   | 23.       | kiesett  | kiesett  |

Női
| Versenyző      | Versenyszám | Előfutam | Előfutam | Előfutam | Negyeddöntő | Negyeddöntő | Negyeddöntő | Elődöntő | Elődöntő | Elődöntő | Döntő   | Döntő    |
| Versenyző      | Versenyszám | Idő      | Hely.    | Össz.    | Idő         | Hely.       | Össz.       | Idő      | Hely.    | Össz.    | Idő     | Helyezés |
| -------------- | ----------- | -------- | -------- | -------- | ----------- | ----------- | ----------- | -------- | -------- | -------- | ------- | -------- |
| Hannah Afriyie | 100 m       | 11,90    | 4.       | 33.      | 12,04       | 7.          | 31.         | kiesett  | kiesett  | kiesett  | kiesett | kiesett  |
| Hannah Afriyie | 200 m       | 24,38    | 4.       | 24.      | 24,47       | 7.          | 25.         | kiesett  | kiesett  | kiesett  | kiesett | kiesett  |
| Alice Annum    | 200 m       | 23,15    | 1.       | 2.       | 22,95       | 2.          | 3.          | 23,30    | 4.       | 10.      | 22,99   | 7.       |
| Alice Annum    | 100 m       | 11,54    | 2.       | 18.      | 11,45       | 3.          | 9.          | 11,47    | 4.       | 7.       | 11,41   | 6.       |

* - egy másik versenyzővel azonos időt/eredményt ért el

## Labdarúgás
| Ghánai labdarúgócsapat-játékoskeret | Ghánai labdarúgócsapat-játékoskeret |
| --- | --- |
| - Oliver Acquah - Armah Akuetteh - Edward Boye - John Eshun - Albert Essuman - Henry France - Abukari Gariba - Joe Ghartey - Malik Jabir - Peter Lamptey | - Essul Badu Mensah - Alex Mingle - Clifford Odame - Kofi Osei - Kwasi Owusu - Samuel Yaw - Joseph Derchie* - Joe Sam* - Ibrahim Sunday* |

* - nem játszott csak nevezve volt

### Eredmények
Csoportkör
D csoport
| Csapat        | M | Gy | D | V | G+ | G– | Gk  | P |
| ------------- | - | -- | - | - | -- | -- | --- | - |
| Lengyelország | 3 | 3  | 0 | 0 | 11 | 2  | +9  | 6 |
| NDK           | 3 | 2  | 0 | 1 | 11 | 3  | +8  | 4 |
| Kolumbia      | 3 | 1  | 0 | 2 | 5  | 12 | –7  | 2 |
| Ghána         | 3 | 0  | 0 | 3 | 1  | 11 | –10 | 0 |

| 1972. augusztus 28. 12:00 |

| NDK (GDR)                                   | 4–0               | Ghána |
| ------------------------------------------- | ----------------- | ----- |
| Kreische 19' 89' Streich 45' Sparwasser 66' | (2–0) Jegyzőkönyv |       |

| Olimpiai Stadion, München Nézőszám: 40 000 Játékvezető: Michael Wuertz (amerikai) |

| 1972. augusztus 30. 12:00 |

| Lengyelország (POL)                    | 4–0               | Ghána |
| -------------------------------------- | ----------------- | ----- |
| Lubański 40' Gadocha 59' 89' Deyna 86' | (1–0) Jegyzőkönyv |       |

| Regensburg Nézőszám: 2 200 Játékvezető: Kan-Chee Lee (hongkongi) |

| 1972. szeptember 1. 12:00 |

| Kolumbia (COL)                   | 3–1               | Ghána      |
| -------------------------------- | ----------------- | ---------- |
| Morón 56' Torres 60' Montano 82' | (0–0) Jegyzőkönyv | Sunday 79' |

| Olimpiai Stadion, München Nézőszám: 25 000 Játékvezető: Kurt Tschenscher (nyugat-német) |

| Csapat      | Helyezés |
| ----------- | -------- |
| Ghána (GHA) | 16.      |

## Ökölvívás
| Versenyző       | Versenyszám   | Selejtező                    | 32-es főtábla                 | Nyolcaddöntő                   | Negyeddöntő              | Elődöntő                   | Döntő             | Helyezés |
| Versenyző       | Versenyszám   | Ellenfél Eredmény            | Ellenfél Eredmény             | Ellenfél Eredmény              | Ellenfél Eredmény        | Ellenfél Eredmény          | Ellenfél Eredmény | Helyezés |
| --------------- | ------------- | ---------------------------- | ----------------------------- | ------------------------------ | ------------------------ | -------------------------- | ----------------- | -------- |
| Joe Destimo     | Harmatsúly    | erőnyerő                     | Werner Schäfer (FRG) · 3-2    | Ferry Moniaga (INA) · 1-4      | kiesett                  | kiesett                    | kiesett           | 9.       |
| Joe Cofie       | Pehelysúly    | Orlando Palacios (CUB) · 1-4 | kiesett                       | kiesett                        | kiesett                  | kiesett                    | kiesett           | 33.      |
| Emmanuel Lawson | Kisváltósúly  |                              | Issaka Daboré (NIG) · RSC     | kiesett                        | kiesett                  | kiesett                    | kiesett           | 17.      |
| Emma Ankudey    | Váltósúly     | erőnyerő                     | Damdinjavyn Bandi (MGL) · 2-3 | kiesett                        | kiesett                  | kiesett                    | kiesett           | 17.      |
| Ricky Barnor    | Nagyváltósúly | Rolando Garbey (CUB) · 0-5   | kiesett                       | kiesett                        | kiesett                  | kiesett                    | kiesett           | 32.      |
| Prince Amartey  | Középsúly     |                              | erőnyerő                      | José Luis Espinosa (MEX) · 5-0 | Poul Knudsen (DEN) · 3-2 | Reima Virtanen (FIN) · 2-3 | kiesett           |          |